# St. Joseph (Friesenried)

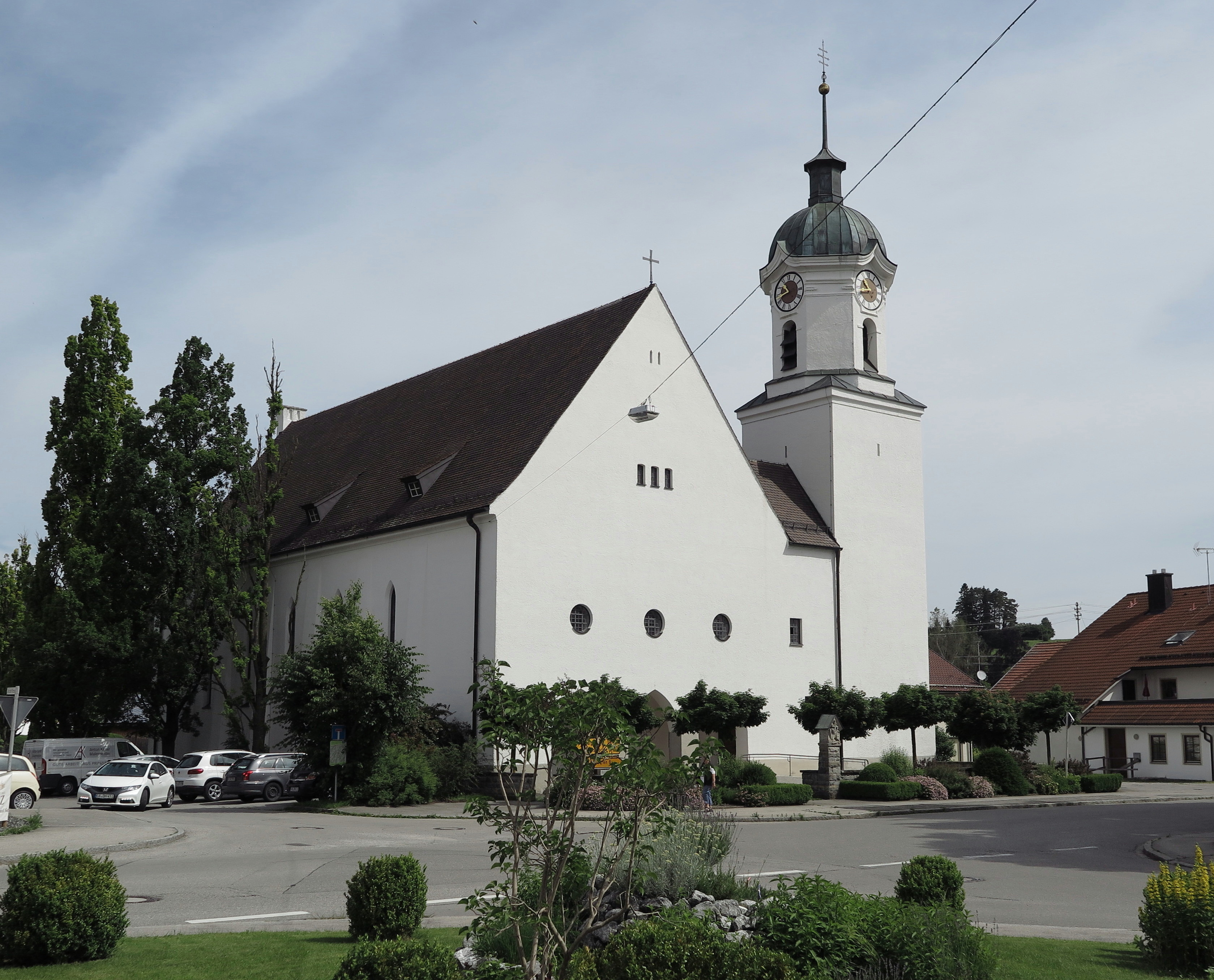
St. Joseph in Friesenried

Die römisch-katholische neue Pfarrkirche St. Joseph steht in Friesenried, einer Gemeinde im schwäbischen Landkreis Ostallgäu von Bayern. Das Bauwerk ist beim in der Liste der Baudenkmäler in Friesenried als Baudenkmal unter der Nr. D-7-77-128-5 eingetragen. Die Kirchengemeinde gehört zum Dekanat Kaufbeuren des Bistums Augsburg.

## Beschreibung
Die 1929 nach Plänen des Architekturbüros Anton Horle und Heinrich Sturzenegger anstelle eines Vorgängerbaus gebaute Saalkirche besteht aus dem Langhaus, dem eingezogenen, dreiseitig geschlossenen Chor im Nordwesten und dem Kirchturm auf quadratischem Grundriss, der über einem Anbau an die Südostecke des Langhauses angebaut ist. Er wurde mit einem achteckigen Geschoss aufgestockt, das die Turmuhr und den Glockenstuhl beherbergt, und mit einer Glockenhaube bedeckt, die von einer Laterne gekrönt ist.
Die Orgel wurde 1937 von den Gebrüdern Hindelang gebaut. Die Kirchenausstattung wurde 1941–48 von Karl Baur gestaltet. 1972/73 wurde von Otto Kobel der Altar und der Ambo erneuert.